# Prionyx
Prionyx ist eine Grabwespengattung aus der Familie Sphecidae. Das Taxon wurde 1827 von dem belgischen Entomologen Pierre Léonard Vander Linden eingeführt. Der Gattungsname stammt aus dem Altgriechischen und setzt sich aus den beiden Wortteilen príon für „Säge“ und ónyx für „Klaue“ zusammen. Typusart ist Ammophila kirbii Vander Linden, 1827.

## Merkmale
Die Grabwespen sind 6–35 mm lang. Ihre Beinklauen haben an der Basis 3–4 Zähne.

## Verbreitung
Die Arten der Gattung Prionyx kommen in fast allen Teilen der Welt vor, hauptsächlich in trockeneren Regionen.

## Lebensweise
Die Prionyx-Arten findet man in Offenlandbiotopen wie Steppen und Wüsten sowie Brachflächen. Die Imagines ernähren sich von Blütennektar. Die Weibchen legen gewöhnlich in einem verborgenen Erdloch ihr Nest mit einer oder mehreren Brutzellen an und erbeuten als Larvenproviant ausgewachsene Feldheuschrecken (Acrididae), die sie meist am Boden tragend zum Nest transportieren.

## Innere Systematik
Die Gattung Prionyx umfasst etwa 56 beschriebene Arten weltweit. Für die Gliederung der Gattung schlugen Danilov und Odintsev 2023 folgende 6 Untergattungen vor.Calosphex, Harpactopus und Prionyx umfassen Arten aus der Alten Welt, während Foxiprionyx, Neosphex und Priononyx Arten in der Neuen Welt umfassen.

### Arten in Europa
- Prionyx kirbii – in Süd- und Mitteleuropa; ab 2020 erste Nachweise in Deutschland[7]
- Prionyx lividocinctus – auf den Süden Europas beschränkt
- Prionyx nudatus – auf den Süden und Osten Europas beschränkt
- Prionyx subfuscatus – auf den Süden und Osten Europas beschränkt
- Prionyx viduatus – auf den Süden Europas beschränkt

### Auflistung der beschriebenen Arten
Im Folgenden eine Liste der beschriebenen Arten nach Untergattung gegliedert mit deren Verbreitungsgebiet (Stand 2025):
Untergattung Calosphex
- Prionyx afghanensis (de Beaumont, 1970) – Afghanistan
- Prionyx damascenus (de Beaumont, 1968) – Syrien
- Prionyx fragilis (Nurse, 1903) – Indien (Gujarat), Pakistan
- Prionyx haberhaueri (Radoszkowski, 1871) – Zentralasien
- Prionyx nigropectinatus (Taschenberg, 1869) – Nordafrika, Zentralasien
- Prionyx niveatus (Dufour, 1854) – Zentralasien, Mittlerer Osten
- Prionyx senilis (Morice, 1911) – Nordafrika, Arabien

Untergattung Foxiprionyx
- Prionyx foxi Bohart & Menke, 1963 – Nearktis

Untergattung Harpactopus
- Prionyx binghami Jha & Farooqi, 1996 –  Indien (Bihar)
- Prionyx chobauti (Roth, 1925) – Algerien, Marokko
- Prionyx crudelis (F. Smith, 1856) – Mittlerer Osten, Zentralasien, Arabien, Madagaskar
- Prionyx funebris (Berland, 1926) – Afrotropis
- Prionyx globosus (F. Smith, 1856) – Australien, Tasmanien
- Prionyx guichardi (de Beaumont, 1967) – Kleinasien
- Prionyx indus (Linnaeus, 1758) – Afrotropis
- Prionyx judaeus (de Beaumont, 1968) – Naher Osten
- Prionyx macula (Fabricius, 1804) – Kaukasus, Zentralasien, Mittlerer Osten
- Prionyx melanotus (F. Morawitz, 1890) – Zentralasien
- Prionyx persicus (Mocsáry, 1883) – Zentralasien
- Prionyx radoszkowskyi (Kohl, 1888) – Zentralasien
- Prionyx reymondi (Roth, 1954) – Algerien
- Prionyx saevus (F. Smith, 1856) – Australien, Tasmanien, Timor
- Prionyx sirdariensis (Radoszkowski, 1877) – Zentralasien
- Prionyx stschurowskii (Radoszkowski, 1877) – Zentralasien, Mittlerer Osten
- Prionyx subfuscatus (Dahlbom, 1845) – Paläarktis (Südeuropa, Zentralasien, Korea), Mittlerer Osten, Afrotropis
- Prionyx zarudnyi (Gussakovskij, 1933) – Iran

Untergattung Neosphex
- Prionyx erythrogaster (Rohwer, 1913) – Peru
- Prionyx herrerai (Brèthes, 1926) – Peru
- Prionyx pumilio (Taschenberg, 1869) – Argentinien, Chile
- Prionyx spinolae (F. Smith, 1856) – Argentinien, Chile, Peru

Untergattung Priononyx
- Prionyx atratus (Lepeletier de Saint Fargeau, 1845) – Nearktis
- Prionyx bifoveolatus (Taschenberg, 1869) – Nearktis, Neotropis
- Prionyx canadensis (Provancher, 1887) – Nearktis
- Prionyx fervens (Linnaeus, 1758) – Nearktis, Neotropis
- Prionyx neoxenus (Kohl, 1890) – Chile
- Prionyx notinitidus (Willink, 1951) – Argentinien, Chile
- Prionyx parkeri Bohart & Menke, 1963 – Nearktis, Mexiko
- Prionyx pseudostriatus (Giner Marí, 1944) – Peru
- Prionyx semistriatus (Schrottky, 1920) – Paraguay
- Prionyx sennae (Mantero, 1902) – Argentinien
- Prionyx simillimus (Fernald, 1907) – Argentinien
- Prionyx subatratus (R. Bohart, 1958) – Nearktis, Mexiko
- Prionyx thomae (Fabricius, 1775) – Nearktis, Neotropis, Hawaii

Untergattung Prionyx
- Prionyx elegantulus (R. Turner, 1912) – China
- Prionyx insignis (Kohl, 1885) – Syrien
- Prionyx kirbii (Vander Linden, 1827) – Mittelmeerraum, Mitteleuropa, Afrotropis
- Prionyx kurdistanicus (Balthasar, 1954) – Irak
- Prionyx lividocinctus (A. Costa, 1861) – Mittelmeerraum
- Prionyx nudatus (Kohl, 1885) – Osteuropa, Südosteuropa, Kaukasus, Zentralasien
- Prionyx popovi Guichard, 1988 – Mali, Katar
- Prionyx senegalensis (Arnold, 1951) – Senegal
- Prionyx songaricus (Eversmann, 1849) – Zentralasien
- Prionyx sundewalli (Dahlbom, 1845) – Südafrika
- Prionyx trichargyrus (Spinola, 1839) – Nordafrika, Arabien
- Prionyx viduatus (Christ, 1791) – Paläarktis, Orientalis, Afrotropis
- Prionyx xanthabdominalis Li & Yang, 1995 – China

## Bilder

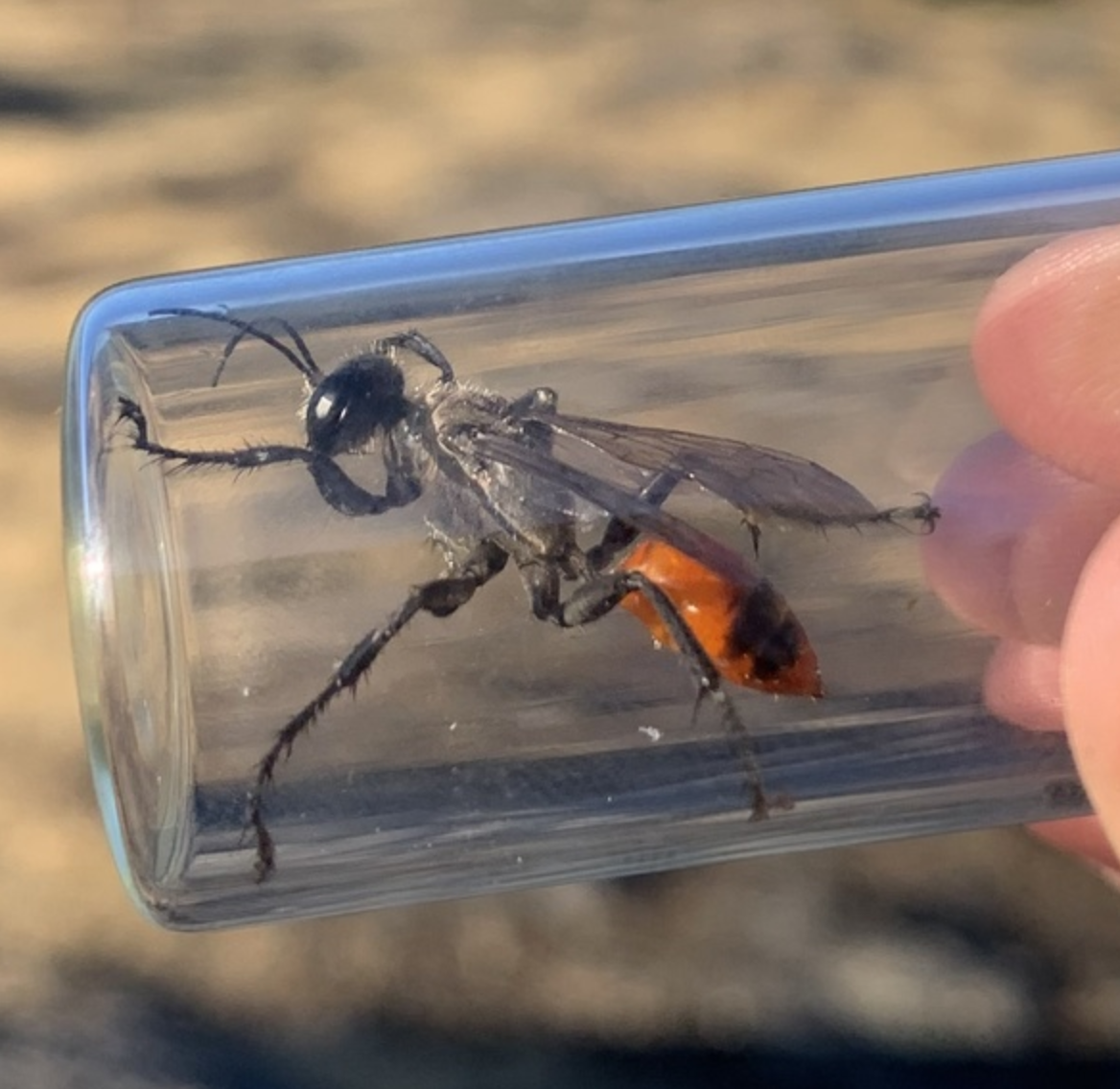
Prionyx canadensis
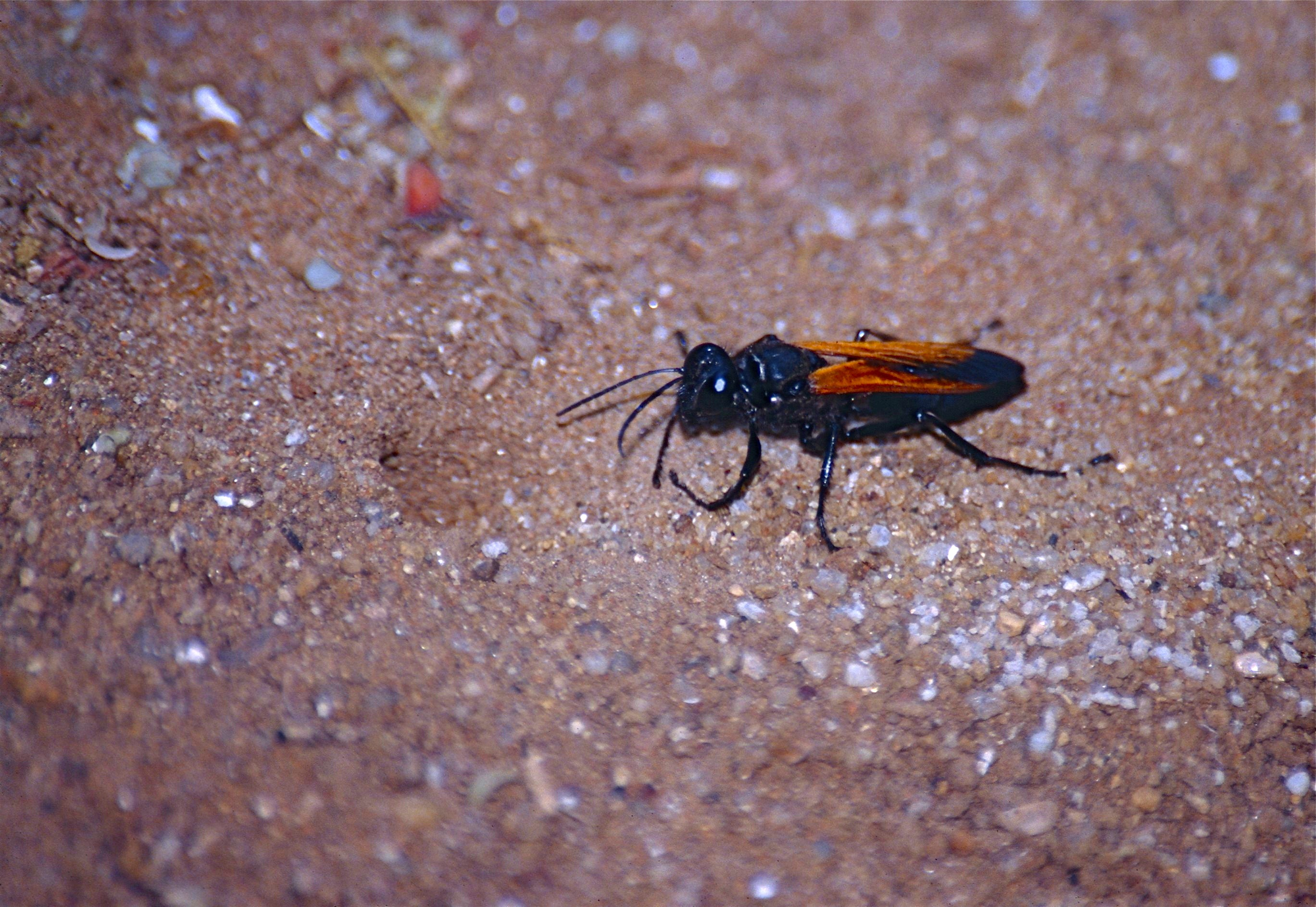
Prionyx crudelis
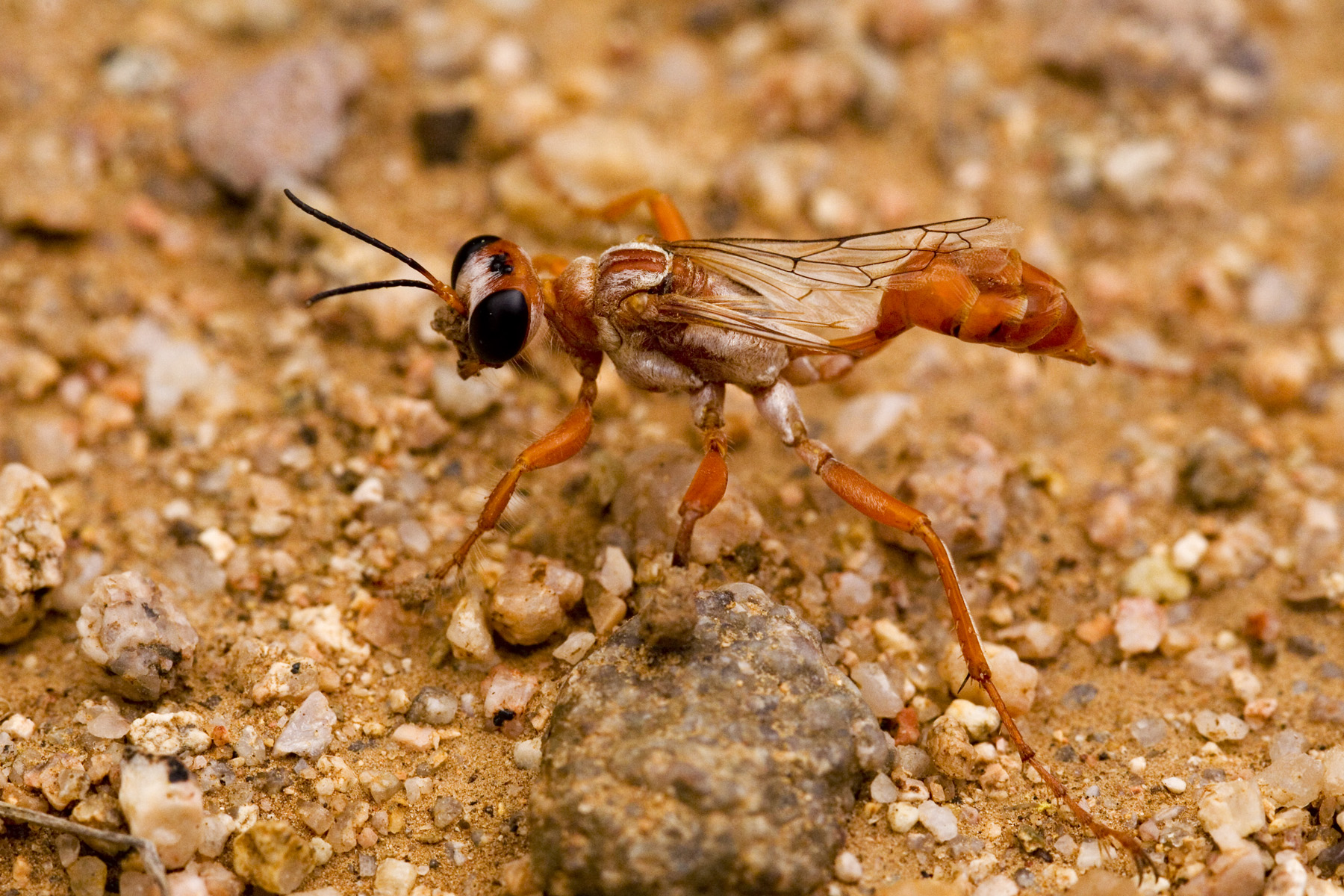
Prionyx foxi
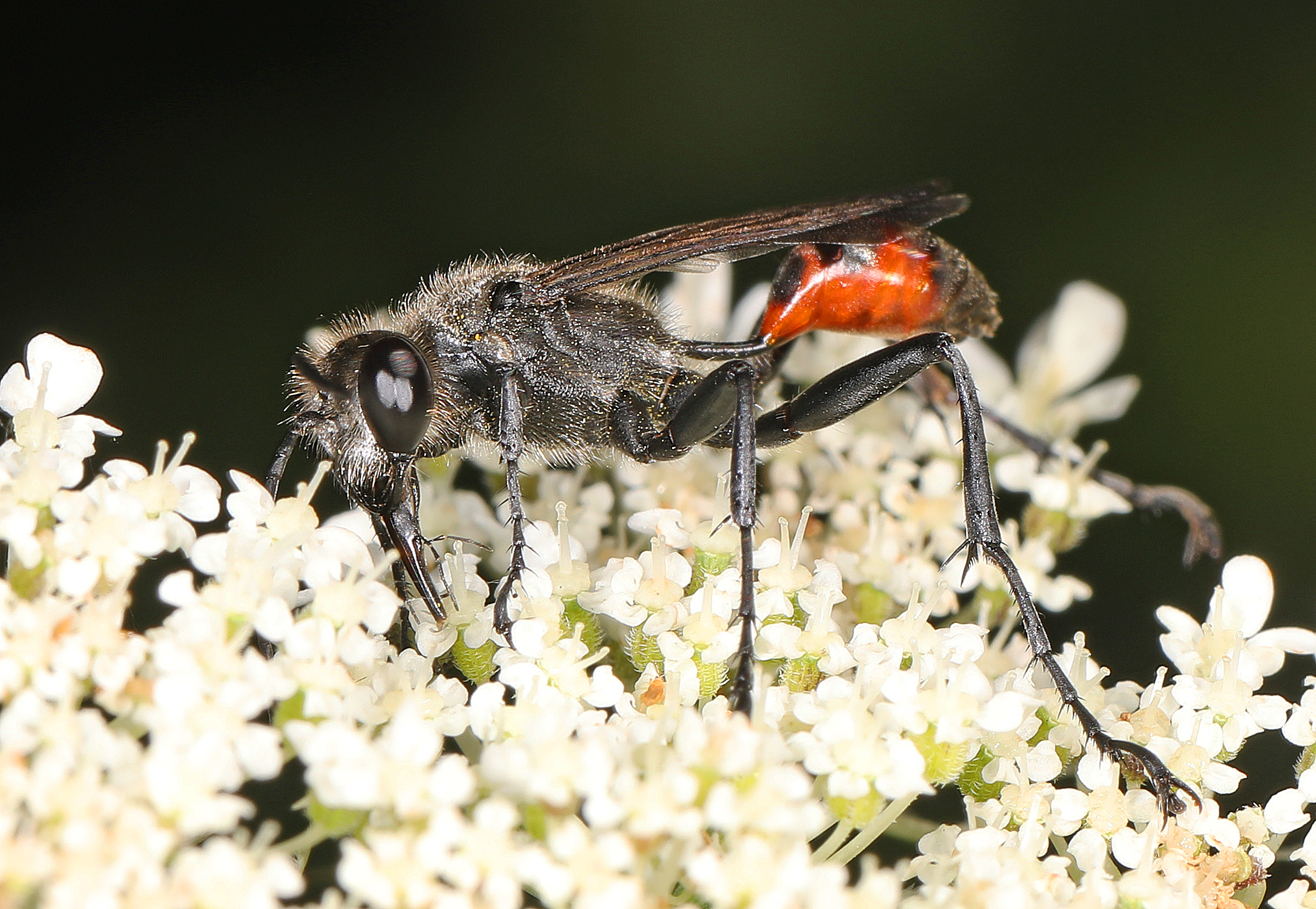
Prionyx parkeri
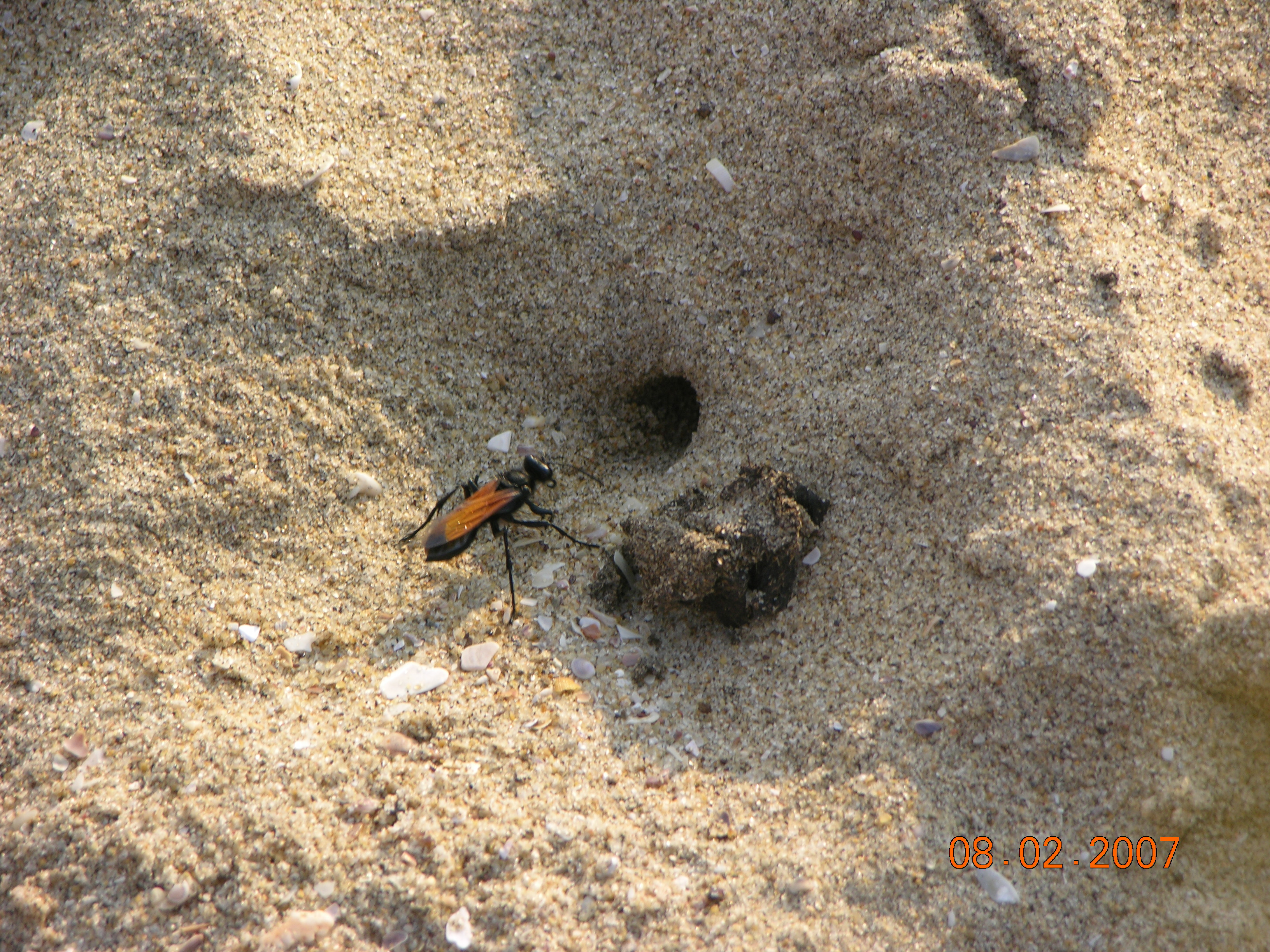
Prionyx subfuscatus
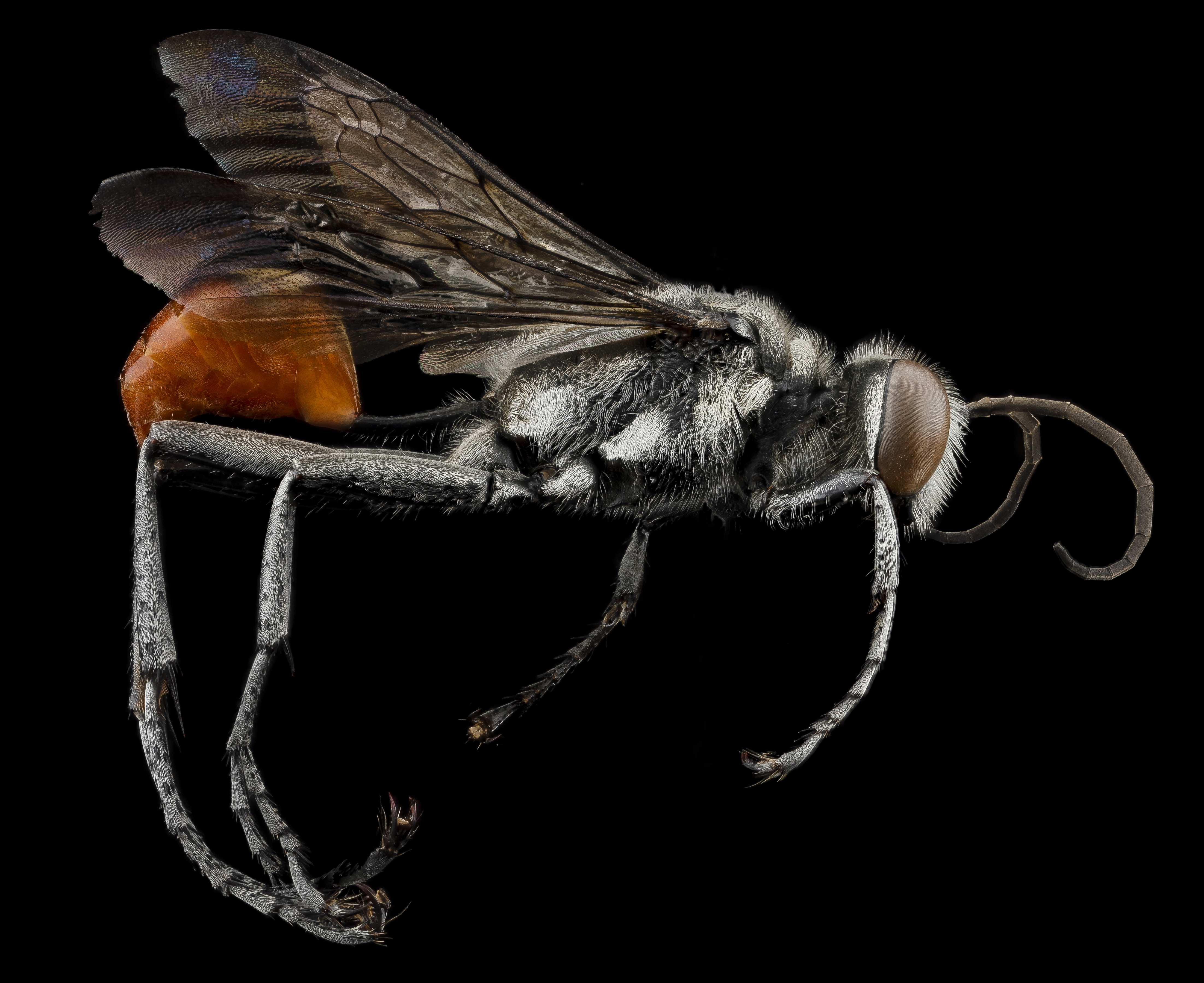
Prionyx thomae ♂